# Derxena nivea
Derxena nivea là một loài bướm đêm trong họ Geometridae.